# Опидо Лукано
Опидо Лукано (итал. Oppido Lucano) је насеље у Италији у округу Потенца, региону Базиликата.
Према процени из 2011. у насељу је живело 3624 становника. Насеље се налази на надморској висини од 701 м.

## Географија
| Клима (Опидо Лукано)     | Клима (Опидо Лукано) | Клима (Опидо Лукано) | Клима (Опидо Лукано) | Клима (Опидо Лукано) | Клима (Опидо Лукано) | Клима (Опидо Лукано) | Клима (Опидо Лукано) | Клима (Опидо Лукано) | Клима (Опидо Лукано) | Клима (Опидо Лукано) | Клима (Опидо Лукано) | Клима (Опидо Лукано) | Клима (Опидо Лукано) |
| Показатељ \ Месец        | .Јан.                | .Феб.                | .Мар.                | .Апр.                | .Мај.                | .Јун.                | .Јул.                | .Авг.                | .Сеп.                | .Окт.                | .Нов.                | .Дец.                | .Год.                |
| ------------------------ | -------------------- | -------------------- | -------------------- | -------------------- | -------------------- | -------------------- | -------------------- | -------------------- | -------------------- | -------------------- | -------------------- | -------------------- | -------------------- |
| Средњи максимум, °C (°F) | 5,5 (41,9)           | 6,1 (43)             | 8,7 (47,7)           | 12,3 (54,1)          | 18,1 (64,6)          | 22,2 (72)            | 25,5 (77,9)          | 25,8 (78,4)          | 21,9 (71,4)          | 16,6 (61,9)          | 11,5 (52,7)          | 8,1 (46,6)           | 25,8 (78,4)          |
| Средњи минимум, °C (°F)  | 0,1 (32,2)           | 1,0 (33,8)           | 2,3 (36,1)           | 4,1 (39,4)           | 8,2 (46,8)           | 12,7 (54,9)          | 15,2 (59,4)          | 15,6 (60,1)          | 12,8 (55)            | 9,0 (48,2)           | 5,2 (41,4)           | 2,4 (36,3)           | 0,1 (32,2)           |
| [ тражи се извор ]       |                      |                      |                      |                      |                      |                      |                      |                      |                      |                      |                      |                      |                      |

## Становништво
| 1931. | 1936. | 1951. | 1961. | 1971. | 1981. | 1991. | 2001. | 2011. |
| ----- | ----- | ----- | ----- | ----- | ----- | ----- | ----- | ----- |
| 3.598 | 3.834 | 4.516 | 4.750 | 4.279 | 4.080 | 4.004 | 3.968 | 3.860 |